# Valve Corporation
Valve Corporation (lúc trước là Valve Software), thường được gọi đơn giản là Valve, là một công ty phát triển trò chơi điện tử và phân phối trực tuyến có trụ sở tại Bellevue, Washington, Hoa Kỳ. Valve do Gabe Newell và Mike Harrington thành lập vào năm 1996. Gabe Newell là nhân viên thứ 11 của hãng Microsoft và quyết định đầu tư sang ngành giải trí sau 13 năm làm việc tại đại bản doanh của nhà tỷ phú Bill Gates.

## Tóm lược
Valve được thành lập bởi 2 cựu nhân viên Microsoft là Gabe Newell và Mike Harrington vào ngày 24/8/1996 tại Kirkland, Washington. Ban đầu, Valve là một Công ty trách nhiệm hữu hạn, sau khi sáp nhập với tập đoàn Sierra On-Line vào năm 2003, công ty chuyển đến thành phố Bellevue, Washington.
Half-Life là sản phẩm đầu tiên của Valve, phát hành tháng 11/1998, thể loại bắn súng góc nhìn người thứ nhất hay FPS nhanh chóng đạt được thành công rực rỡ.
Sau Half-Life, Valve tập trung vào các bản mod, phụ bản và phần sau của các tựa game (Half-Life 2). Bắt đầu với Half-Life 2 năm 2004 và tất cả các tựa game của Valve sau đó đều dựa trên Source engine "cây nhà lá vườn" do chính Valve phát triển.
Valve tổng cộng đã phát triển 6 dòng game: Half-life, Left 4 Dead, Team Fortress, Portal, Counter-Strike và Day of Defeat. Trong đó, các dòng Counter-Strike, Day of Defeat và Team Fortress khởi đầu là các bản mod của Half-life, một tựa game nổi tiếng của id Software. Ngoài ra, Valve còn phát triển Dota 2, phần sau của một bản mod Warcraft III, Dota.
Valve còn phát triển hệ thống phân phối game trực tuyến Steam, hệ thống giúp mua và tải về các game của chính hãng hoặc của các hãng khác.

## Game
| Tên                              | Năm  | Thể loại                                                   | Hệ máy                                        | Ghi chú     |
| -------------------------------- | ---- | ---------------------------------------------------------- | --------------------------------------------- | ----------- |
| Half-Life                        | 1998 | FPS                                                        | Windows, Linux, PlayStation 2, OS X (Beta)    |             |
| Team Fortress Classic            | 1999 | FPS                                                        | Windows                                       |             |
| Half-Life: Opposing Force        | 1999 | FPS                                                        | Windows                                       | Bản mở rộng |
| Deathmatch Classic               | 2000 | FPS                                                        | Windows                                       |             |
| Ricochet                         | 2000 | Game hành động                                             | Windows                                       |             |
| Counter-Strike                   | 2000 | FPS                                                        | Windows, Xbox, Linux                          |             |
| Half-Life: Blue Shift            | 2001 | FPS                                                        | Windows, Dreamcast (đã bị huỷ bỏ)             | Bản mở rộng |
| Half-Life: Decay                 | 2001 | FPS                                                        | PlayStation 2                                 | Bản mở rộng |
| Day of Defeat                    | 2003 | FPS                                                        | Windows                                       |             |
| Counter-Strike: Condition Zero   | 2004 | FPS                                                        | Windows, Xbox                                 |             |
| Half-Life: Source                | 2004 | FPS                                                        | Windows                                       |             |
| Counter-Strike: Source           | 2004 | FPS                                                        | Windows, OS X, Linux                          |             |
| Half-Life 2                      | 2004 | FPS                                                        | Windows, Xbox, Xbox 360, PlayStation 3, OS X  |             |
| Half-Life 2: Deathmatch          | 2004 | FPS                                                        | Windows, OS X                                 |             |
| Half-Life Deathmatch: Source     | 2005 | FPS                                                        | Windows                                       |             |
| Day of Defeat: Source            | 2005 | FPS                                                        | Windows, OS X                                 |             |
| Half-Life 2: Lost Coast          | 2005 | FPS                                                        | Windows                                       |             |
| Half-Life 2: Episode One         | 2006 | FPS                                                        | Windows, Xbox 360, PlayStation 3, OS X        | Bản mở rộng |
| Half-Life 2: Episode Two         | 2007 | FPS                                                        | Windows, Xbox 360, PlayStation 3, OS X        | Bản mở rộng |
| Portal                           | 2007 | FPS kết hợp giải đố                                        | Windows, Xbox 360, PlayStation 3, OS X        |             |
| Team Fortress 2                  | 2007 | FPS                                                        | Windows, Xbox 360, PlayStation 3, OS X, Linux |             |
| Left 4 Dead                      | 2008 | FPS                                                        | Windows, Xbox 360, OS X                       |             |
| Left 4 Dead 2                    | 2009 | FPS                                                        | Windows, Xbox 360, OS X, Linux                |             |
| Alien Swarm                      | 2010 | Góc nhìn người thứ ba từ trên xuống (Top-down perspective) | Windows                                       |             |
| Portal 2                         | 2011 | FPS kết hợp giải đố                                        | Windows, Xbox 360, PlayStation 3, OS X        |             |
| Counter-Strike: Global Offensive | 2012 | FPS                                                        | Windows, Xbox 360, PlayStation 3, OS X        |             |
| Dota 2                           | 2013 | A-RTS                                                      | Windows, OS X, Linux                          |             |
| Artifact                         | 2018 | Cards game                                                 | Windows                                       |             |
| Dota Underlords                  | 2019 | Auto Battler                                               | Windows, Android, iOS                         |             |
| Half-Life: Alyx                  | 2020 | VR, giải đố                                                | Windows                                       |             |
| Counter-Strike 2                 | 2023 | FPS                                                        | Windows, Linux                                |             |

## Half-Life
Half-life là tựa game đầu tiên của Valve được viết dựa trên GoldSrc engine, một bản sửa đổi của Quake engine. Tựa game đầu tiên được lên kế hoạch phát hành vào năm 1997, nhưng bị dời đến 19/11/1998. Khi ra mắt, Half-life được đánh giá rất cao nhờ đồ họa tuyệt đẹp, cốt truyện hấp dẫn, và trên hết là lối chơi FPS kết hợp phiêu lưu, giải đố độc đáo khác lạ vào thời điểm đó. Half-life nhanh chóng trở thành một hiện tượng, một tựa game kinh điển và nổi tiếng khắp toàn thế giới.
Half-Life có một cộng đồng modder đông đảo nhờ bộ công cụ phát triển Software Development Kit mà Valve cung cấp. Vào thời điểm đó, đa số các nhà phát triển game đều không dám làm như Valve với lý do ăn cắp bản quyền. Tuy nhiên, việc có nhiều bản mod cho Half-life, bao gồm cả các bản mod nổi tiếng như Counter-Strike hay Day of Defeat, và để chơi được các bản mod đó thì mọi người phải mua tựa game, dẫn đến doanh số của Half-life vốn đã rất cao còn tiếp tục tăng.
Valve còn tung ra một số một số bản mở rộng cho Half-Life như Half-Life: Blue Shift và Half-Life: Opposing Force,....Trong đó, có bản Half-Life: Decay cho phép chơi hai người (co-op).
Có thể nói Half-Life là sản phẩm đã đưa tên tuổi của Valve thành một trong những nhà phát triển game hàng đầu thế giới.

## Source engine
Sau Half-Life, Valve Corporation tập trung phát triển một game engine tiên tiến với đồ họa tuyệt vời mà không đòi hỏi cấu hình cao. Từ đó Source engine ra đời.

## Steam
Valve lần đầu giới thiệu hệ thống Steam vào năm 2002. Đây là hệ thống phân phối trực tuyến các sản phẩm của chính Valve hoặc của đối tác. Steam đang dần trở thành cầu nối chính giúp mọi người đến với game qua hơn 1400 tựa game và hơn triệu tài khoản trong Steam theo thống kê vào tháng 10/2010.
Steam chuyên phân phối các tựa game, các bản update và các gói DLC cho các game. Steam đóng vai trò rất lớn làm nên doanh thu khổng lồ của Valve.

## Steam Console
Valve đang phát triển một hệ máy chơi game tên Steam Console thế hệ mới, có mã Piston.

## Doanh thu
Từ khi được thành lập, doanh thu và giá trị của Valve không ngừng gia tăng. Tổng doanh thu của Valve năm 2012 đạt hơn 16 tỉ USD.